# Dipterocypselinae
Dipterocypselinae — підтриба царства рослини роду Айстрові родини айстроцвіті. Представники триби ростуть у Азії та Європі.
|  | Це незавершена стаття про айстрові. Ви можете допомогти проєкту, виправивши або дописавши її. |